# Standfast 30

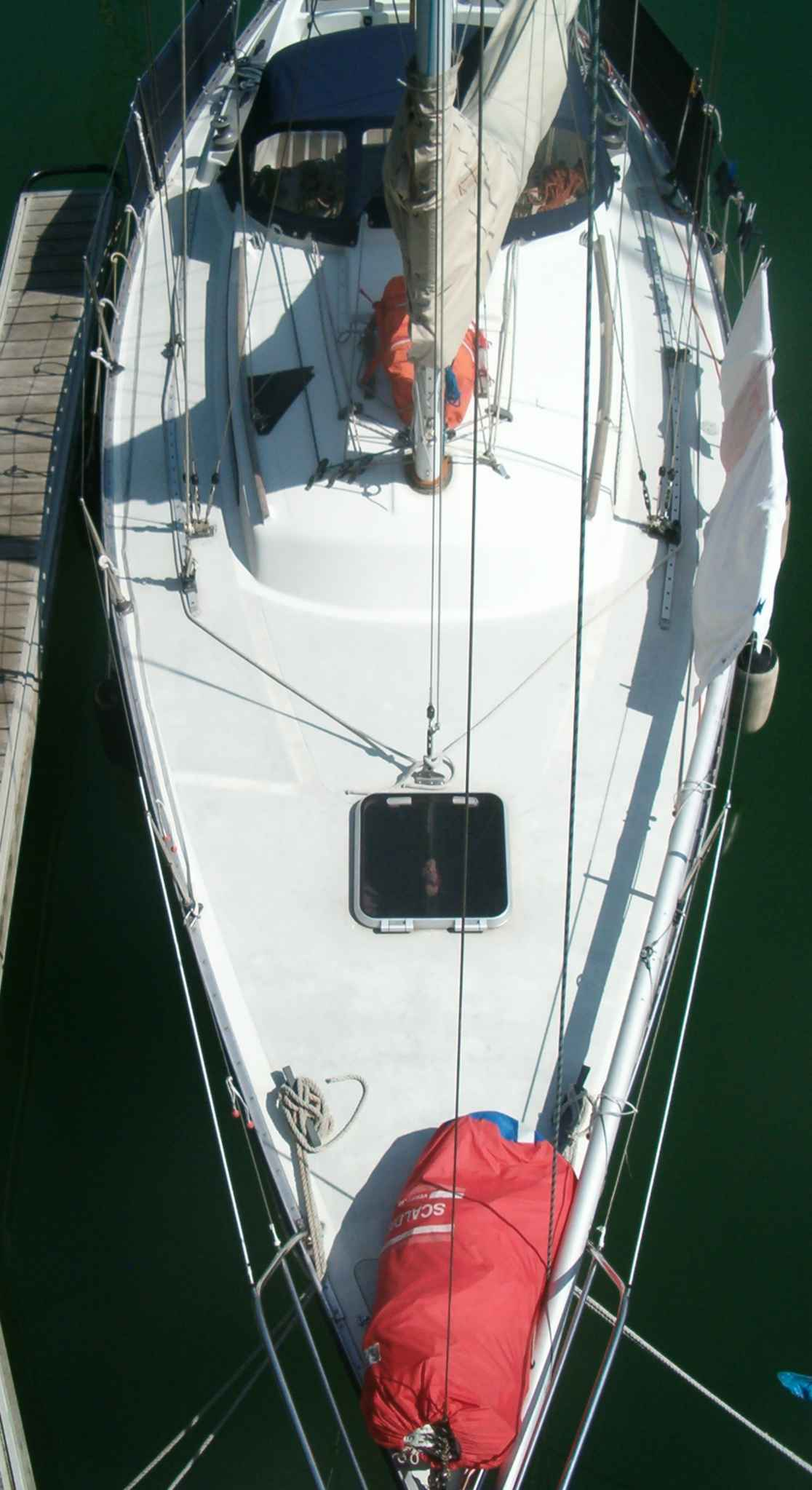
Standfast 30 met korte opbouw

Het type Standfast 30 is midden jaren 70 ontworpen door Frans Maas, een Nederlands jachtontwerper. Het ontwerp is een gevolg van een competitie om een nieuwe eenheidsklasse van 30-voetsjachten te ontwerpen. Er zijn rond de 30 schepen van dit type gebouwd. Het schip is een typisch voorbeeld van jachten die gebouwd zijn volgens het IOR-meetsysteem (IOR staat voor International Offshore Rule).

## Maten en gewichten
- Lengte: 9,15 meter
- Breedte: 3,05 meter
- Diepgang: 1,85 meter
- Doorvaarthoogte 12,80 meter
- Gewicht: 3.800 kg
- Tuigage: masttop

Hoewel dit type de naam Standfast draagt, zijn de schepen niet bij Standfast Yachts in Breskens gebouwd. Productie heeft plaatsgevonden bij Eversen Jachtbouw in Yerseke, Zeeland.
Bij de uiteindelijke keuze voor een nieuwe nationale eenheidsklasse is uiteindelijk de keuze gevallen op de Pion, een 30-voetsjacht ontworpen door E.G. van de Stadt. Van de Pion zijn uiteindelijk zo'n 150 schepen gebouwd.

## Opbouw, indeling en mast
Er zijn twee typen van opbouw (een kleine en een doorlopende) en twee typen mast (een korte met één paar zalingen en een lange met twee paar zalingen). De indeling kan verschillen tussen de diverse schepen. Deze met een lange opbouw hebben echter de sanitaire cel voor de mast, deze met een korte opbouw achteraan (zoals bij de Pion).
De foto hiernaast toont het type met een kleine opbouw.